# John Carr (attore)
John Carr (New Jersey, 2 gennaio 1904 – Los Angeles, 27 novembre 1956) è stato un attore statunitense, attivo come attore bambino dal 1917 al 1919 (tra i 13 e i 15 anni d'età).

## Biografia
John Anthony "Johnny" Carr nasce in New Jersey nel 1904. Figlio degli attori William Carr e Mary Carr, recita al cinema come attore bambino dal 1917 al 1919, al pari dei fratelli Stephen Carr e Thomas Carr e delle sorelle Louella Carr, Maybeth Carr e Rosemary Carr. Fu l'unico tra i fratelli Carr ad ottenere status di protagonista, affiancato dalla sorella Rosemary Carr, nel serial cinematografico in 18 episodi Skinnay Comedies, basato sulle strisce a fumetti "The Days of Real Sport" di Clare Briggs. 
Con il passaggio all'adolescenza i ruoli si diradarono fino ad interrompersi del tutto con la fine degli anni trenta.
Durante la seconda guerra mondiale, serve nella U.S. Air Force.
John Carr muore nel 1956 a Los Angeles, all'età di 52 anni. È sepolto al Calvary Cemetery a Los Angeles.

## Filmografia
Quando manca il nome del regista, questo non viene riportato nei titoli
- Polly of the Circus, regia di Edwin L. Hollywood e Charles Horan (1917)
- Over the Hill, regia di William Parke (1917)

- Skinnay Comedies, serial cinematografico (1917-19)

1. New Folks in Town (1917)
2. Skinny, School and Scandal (1919)
3. A S'prise Party 'n Ever'thing (1919)
4. A Rainy Day (1919)
5. The Fotygraft Gallery (1919)
6. Saturday (1919)
7. Secret S'ciety (1919)
8. Fire, Fire (1919)
9. A Handy Man Around the House (1919)
10. The City Dude (1919)
11. Company (1919)
12. Burglars (1919)
13. Wonder What a Baby Thinks About (1919)
14. Oh, Man (1919)
15. Before the Circus (1919)
16. Those Distant Cousins (1919)
17. House Cleaning (1919)
18. Circus Day (1919)

- The Kentuckians, regia di Charles Maigne (1921)
- The Go-Getter, regia di Edward H. Griffith (1923)
- Daniel Boone, regia di Claude Mitchell (1923)
- The Earth Woman, regia di Walter Lang (1926)
- Woman in Distress, regia di Lynn Shores (1937) - non accreditato
- Life Begins with Love, regia di Ray McCarey (1937) - non accreditato